# Ellen Tittelová
Ellen Tittelová (28. června 1948 – 7. října 2023) byla západoněmecká atletka, běžkyně, která se věnovala středním tratím.

## Sportovní kariéra
Její nejoblíbenější disciplínou byl běh na 1500 metrů. V roce 1971 v této disciplíně obsadila čtvrté místo na halovém mistrovství Evropy v Sofii, na evropském šampionátu pod širým nebem v Helsinkách pak vybojovala bronzovou medaili. V roce 1973 se stala halovou mistryní Evropy v této disciplíně, o dva roky později získala na evropském halovém šampionátu bronzovou medaili v běhu na 1500 metrů. Celkem čtyřikrát vylepšila národní rekord v této disciplíně – nejlépe pak v roce 1972 na 4:06,65.
Jejím prvním mužem byl německý mílař Paul-Heinz Wellmann, druhým rovněž západoněmecký reprezentant v běhu na 1500 metrů Thomas Wessinghage.